# Friedensbrunnen (Dresden)

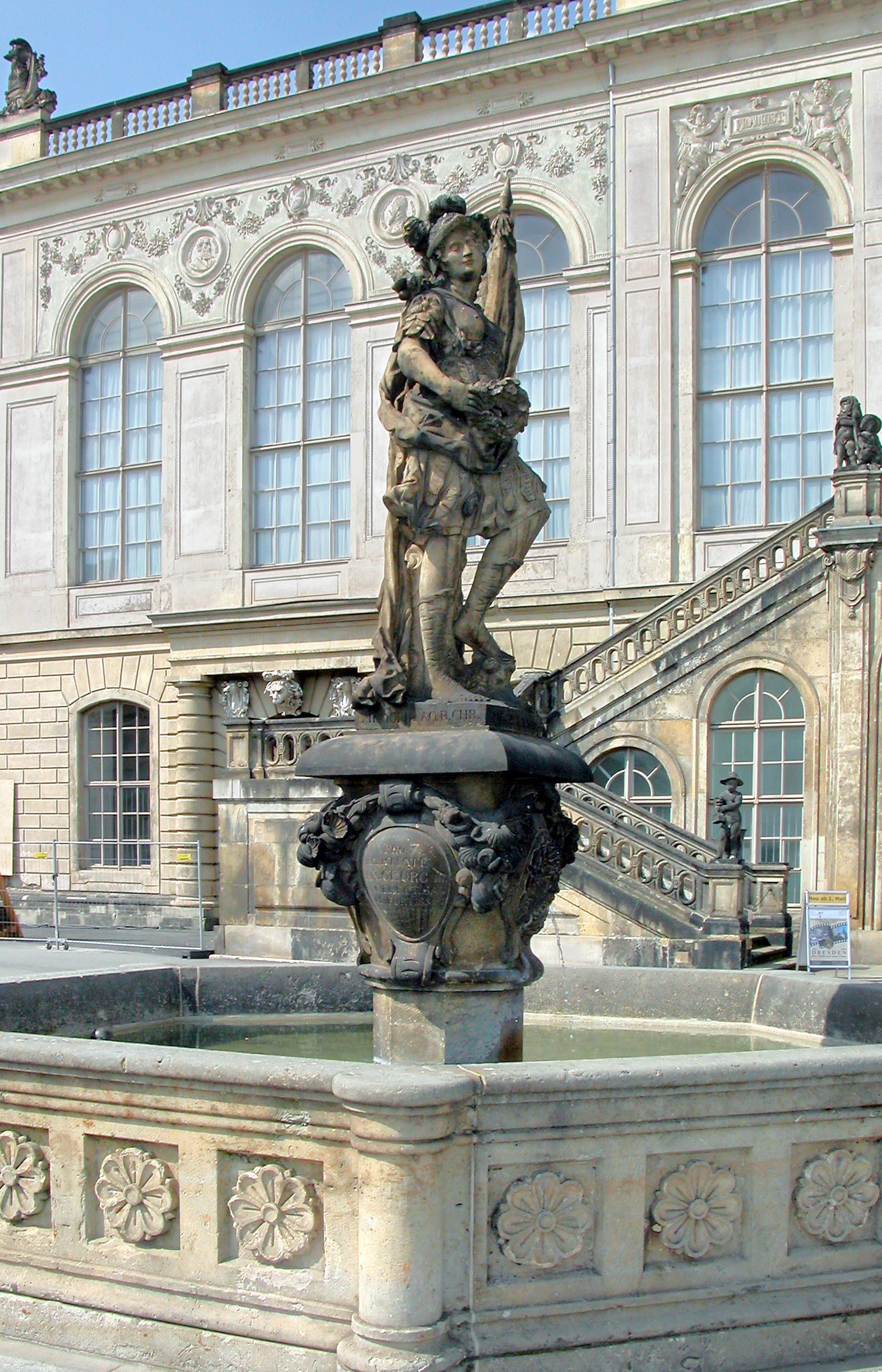
Friedens- oder Türkenbrunnen 2008

Der Friedensbrunnen oder Türkenbrunnen steht in der Dresdner Altstadt, er gehört mit zu den ältesten Brunnen der Stadt.

## Lage
Der Brunnen steht auf dem Jüdenhof, westlich des Neumarkts vor dem Eingang des Johanneums, in welchem sich das Verkehrsmuseum Dresden befindet.

## Aussehen
Der Sandsteinbrunnen besteht aus einem achteckigen Brunnenbecken mit einem Grundriss von 4,5 mal 4,5 Metern. Die acht Beckenseiten sind mit drei achtstrahligen Rosetten verziert. Das Becken ist von einem Granitsteig umgeben. Die Tiefe des Brunnens beträgt 1,4 Meter.
In der Beckenmitte steht eine achteckige Säule mit einem viereckigen Podest, an der sich eine Wasser speiende Maske befindet. Umseitig ist die Säule mit ovalen leicht gewölbten Reliefs mit lateinischen Inschriften verziert. Auf dem Podest steht die Skulptur der Kriegsgöttin Bellona.
An der Rückseite des Brunnenbeckens befindet sich ein Auslaufrohr und darunter eine flachrunde Vertiefung im Granitsteig für den Wasserabfluss. 

## Geschichte

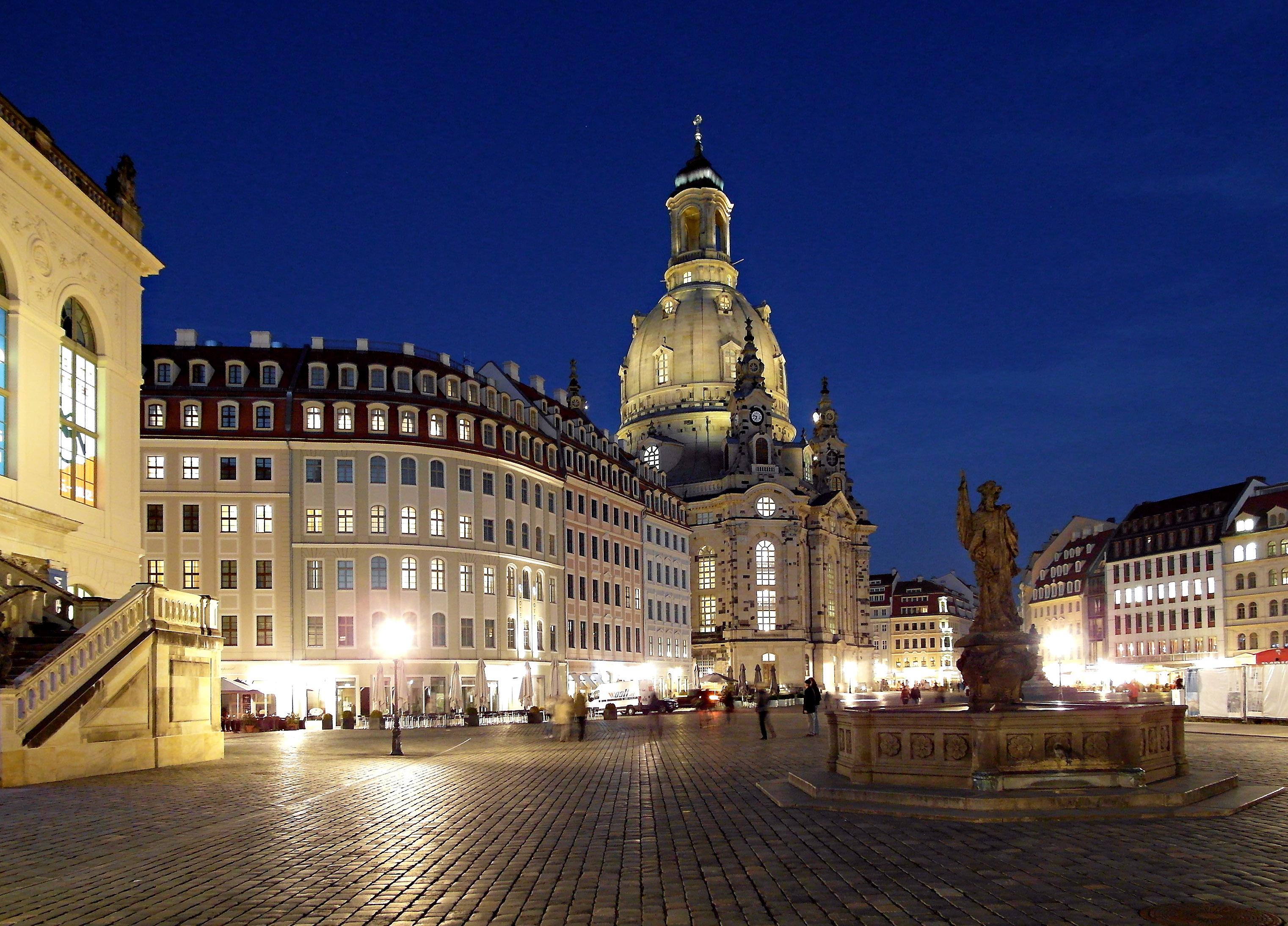
Friedensbrunnen am Neumarkt mit der Frauenkirche 2012

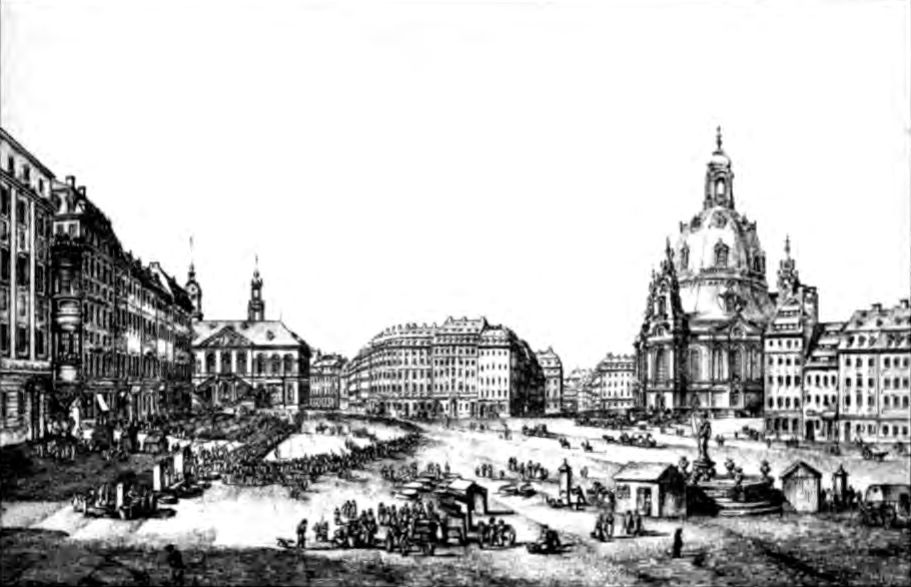
Ursprünglicher Standort des Friedensbrunnen an der Ostseite des Neumarktes. 1866 bei Errichtung des Denkmals für König Friedrich August II. auf den Jüdenhof versetzt

Ursprünglich befand sich der Brunnen an der Ostseite des Neumarktes. Er bestand aus einem Röhrenkasten, der anfangs aus Holz, später aus Stein gefertigt wurde. 
Johann Friedrich Steger schuf 1616 den achteckigen Brunnentrog. Als ursprüngliche Brunnenfigur war eine Samsonfigur mit einem wasserspeienden Löwen geplant, die jedoch nicht ausgeführt wurde, da sich der Stadtrat nicht auf ein Bildwerk einigen konnte und die Kosten scheute.
Nach dem Ende des Dreißigjährigen Krieges schuf Christoph Abraham Walther 1649/50 eine Darstellung der Friedensgöttin Eirene für den Brunnensockel. Außerdem erhielt der Brunnen die Inschrift Pacem qui amas lege. Irene sum quae Martem cruentum vici, fregi; nunc fontem hunc pacificum aperui ex voto SPOD Ao MBCL. (Der du den Frieden liebst, lies. Ich bin die Göttin des Friedens, die den Kriegsgott Mars besiegt und niedergeworfen hat; nun habe ich diesen Friedensquell eröffnet nach dem Gelübde des Rates und der Bürgerschaft Dresdens im Jahre 1650.)
Nach der siegreichen Schlacht am Kahlenberg gegen die Türken, an der der sächsische Kurfürst Johann Georg III. teilgenommen hatte, ersetzte man die 1683 die Statue der Eirene durch eine neue Statue der Kriegsgöttin Bellona von Conrad Max Süßner (irrtümlich als Victoria bezeichnet). Auch die Inschrift wurde ausgetauscht und feierte den kriegerischen Johann Georg III. Deshalb trug der Brunnen auch den Namen Johann-Georgen-Brunnen, Victoriabrunnen oder Türkenbrunnen.
Als im Jahre 1866 das Denkmal für den sächsischen König Friedrich August II. auf dem Neumarkt errichtet wurde, versetzte man den Brunnen an seinen heutigen Standort. Im Jahr 1969 restaurierte der Bildhauer Egmar Ponndorf den Brunnen, dabei wurde eine Kopie der Brunnenplastik aufgesetzt.